# Campionati italiani di sci alpino 2004
I Campionati italiani di sci alpino 2004 si sono svolti a Caspoggio e Chiesa in Valmalenco dal 22 al 27 marzo. Il programma ha incluso gare di discesa libera, supergigante, slalom gigante, slalom speciale e combinata, tutte sia maschili sia femminili.
Trattandosi di competizioni valide anche ai fini del punteggio FIS, vi hanno partecipato anche sciatori di altre federazioni, senza che questo consentisse loro di concorrere al titolo nazionale italiano.

## Risultati

### Uomini

#### Discesa libera
| Pos. | Atleta             | Nazione | Tempo   |
| ---- | ------------------ | ------- | ------- |
| 1    | Roland Fischnaller | Italia  | 1:21,41 |
| 2    | Matteo Berbenni    | Italia  | 1:21,75 |
| 3    | Patrick Staudacher | Italia  | 1:21,76 |
| 4    | Stefan Thanei      | Italia  | 1:21,89 |
| 5    | Kristian Ghedina   | Italia  | 1:21,96 |
| 6    | Peter Fill         | Italia  | 1:22,03 |
| 7    | Werner Heel        | Italia  | 1:22,15 |
| 8    | Walter Girardi     | Italia  | 1:22,44 |
| 9    | Erik Seletto       | Italia  | 1:22,57 |
| 10   | Michael Gufler     | Italia  | 1:22,76 |

Data: 23 marzo

Località: Caspoggio

#### Supergigante
| Pos. | Atleta             | Nazione   | Tempo   |
| ---- | ------------------ | --------- | ------- |
| 1    | Werner Heel        | Italia    | 1:23,32 |
| 2    | Peter Fill         | Italia    | 1:23,47 |
| 3    | Patrick Staudacher | Italia    | 1:24,08 |
| 4    | Walter Girardi     | Italia    | 1:24,33 |
| 5    | Kristian Ghedina   | Italia    | 1:24,42 |
| 6    | Stefan Thanei      | Italia    | 1:24,63 |
| 7    | Michael Gufler     | Italia    | 1:24,78 |
| 8    | Claude Crétier     | Francia   | 1:24,91 |
| 8    | Erik Seletto       | Italia    | 1:25,91 |
| 10   | Ondřej Bank        | Rep. Ceca | 1:25,03 |

Data: 24 marzo

Località: Caspoggio

#### Slalom gigante
| Pos. | Atleta            | Nazione  | Tempo   |
| ---- | ----------------- | -------- | ------- |
| 1    | Peter Fill        | Italia   | 2:15,78 |
| 2    | Alexander Ploner  | Italia   | 2:16,89 |
| 3    | Mirko Deflorian   | Italia   | 2:17,01 |
| 4    | Edoardo Zardini   | Italia   | 2:17,04 |
| 5    | Alex Happacher    | Italia   | 2:17,45 |
| 6    | Walter Girardi    | Italia   | 2:17,49 |
| 7    | Davide Simoncelli | Italia   | 2:17,55 |
| 8    | Alexander Ortler  | Italia   | 2:17,56 |
| 9    | Patrick Thaler    | Italia   | 2:17,61 |
| 10   | Marco Casanova    | Svizzera | 2:17,69 |

Data: 26 marzo

Località: Chiesa in Valmalenco

#### Slalom speciale
| Pos. | Atleta                | Nazione  | Tempo   |
| ---- | --------------------- | -------- | ------- |
| 1    | Giancarlo Bergamelli  | Italia   | 1:43,49 |
| 2    | Cristian Deville      | Italia   | 1:44,30 |
| 3    | Matteo Nana           | Italia   | 1:44,59 |
| 4    | Alan Perathoner       | Italia   | 1:44,78 |
| 5    | Edoardo Zardini       | Italia   | 1:44,81 |
| 6    | Urs Imboden           | Svizzera | 1:44,90 |
| 7    | Luca Moretti          | Italia   | 1:45,10 |
| 8    | Andreas Erschbamer    | Italia   | 1:45,28 |
| 9    | Massimiliano Blardone | Italia   | 1:45,30 |
| 10   | Marc Berthod          | Svizzera | 1:45,34 |

Data: 27 marzo

Località: Chiesa in Valmalenco

#### Combinata
| Pos. | Atleta          | Nazione |
| ---- | --------------- | ------- |
| 1    | Peter Fill      | Italia  |
| 2    | Mirko Deflorian | Italia  |
| 3    | Alex Happacher  | Italia  |

Data: 27 marzo

### Donne

#### Discesa libera
| Pos. | Atleta           | Nazione | Tempo   |
| ---- | ---------------- | ------- | ------- |
| 1    | Nadia Fanchini   | Italia  | 1:27,59 |
| 2    | Wendy Siorpaes   | Italia  | 1:28,59 |
| 3    | Lucia Recchia    | Italia  | 1:29,27 |
| 4    | Barbara Kleon    | Italia  | 1:29,28 |
| 5    | Chiara Maj       | Italia  | 1:29,40 |
| 5    | Karoline Trojer  | Italia  | 1:29,40 |
| 7    | Verena Stuffer   | Italia  | 1:29,47 |
| 8    | Elena Tagliabue  | Italia  | 1:29,70 |
| 9    | Giulia Gianesini | Italia  | 1:30,09 |
| 9    | Manuela Mölgg    | Italia  | 1:30,09 |

Data: 27 marzo

Località: Caspoggio

#### Supergigante
| Pos. | Atleta            | Nazione | Tempo   |
| ---- | ----------------- | ------- | ------- |
| 1    | Nadia Fanchini    | Italia  | 1:15,31 |
| 2    | Wendy Siorpaes    | Italia  | 1:15,47 |
| 3    | Lucia Recchia     | Italia  | 1:15,89 |
| 4    | Chiara Maj        | Italia  | 1:16,54 |
| 5    | Sara Vollmann     | Italia  | 1:16,56 |
| 6    | Alexandra Coletti | Italia  | 1:16,61 |
| 7    | Karoline Trojer   | Italia  | 1:16,89 |
| 8    | Elena Tagliabue   | Italia  | 1:16,99 |
| 9    | Barbara Kleon     | Italia  | 1:17,10 |
| 10   | Silke Bachmann    | Italia  | 1:17,30 |

Data: 25 marzo

Località: Caspoggio

#### Slalom gigante
| Pos. | Atleta            | Nazione | Tempo   |
| ---- | ----------------- | ------- | ------- |
| 1    | Lucia Recchia     | Italia  | 2:38,53 |
| 2    | Denise Karbon     | Italia  | 2:39,03 |
| 3    | Manuela Mölgg     | Italia  | 2:39,30 |
| 4    | Silke Bachmann    | Italia  | 2:39,49 |
| 5    | Angelika Grüner   | Italia  | 2:39,79 |
| 6    | Nadia Fanchini    | Italia  | 2:39,85 |
| 7    | Giulia Gianesini  | Italia  | 2:40,07 |
| 8    | Barbara Kleon     | Italia  | 2:40,26 |
| 9    | Sara Vollmann     | Italia  | 2:40,28 |
| 10   | Miriam Gschnitzer | Italia  | 2:40,29 |

Data: 22 marzo

Località: Chiesa in Valmalenco

#### Slalom speciale
| Pos. | Atleta               | Nazione | Tempo   |
| ---- | -------------------- | ------- | ------- |
| 1    | Nicole Gius          | Italia  | 1:28,91 |
| 2    | Annalisa Ceresa      | Italia  | 1:29,05 |
| 3    | Manuela Mölgg        | Italia  | 1:30,25 |
| 4    | Alessia Pittin       | Italia  | 1:30,39 |
| 5    | Silke Bachmann       | Italia  | 1:31,15 |
| 6    | Karen Persyn         | Belgio  | 1:31,21 |
| 7    | Elisabetta Biavaschi | Italia  | 1:31,30 |
| 8    | Johanna Schnarf      | Italia  | 1:31,32 |
| 9    | Claudia Morandini    | Italia  | 1:31,40 |
| 10   | Angelika Grüner      | Italia  | 1:31,41 |

Data: 23 marzo

Località: Chiesa in Valmalenco

#### Combinata
| Pos. | Atleta         | Nazione |
| ---- | -------------- | ------- |
| 1    | Nadia Fanchini | Italia  |
| 2    | Wendy Siorpaes | Italia  |
| 3    | Manuela Mölgg  | Italia  |

Data: 27 marzo